# عتامة القرنية
القرنية البشرية عبارة عن غشاء شفاف يسمح بمرور الضوء من خلاله. كلمة عتامة القرنية تعني حرفيًا فقدان الشفافية الطبيعية للقرنية. يستخدم مصطلح عتامة القرنية بشكل خاص لفقدان شفافية القرنية بسبب الندوب. تعتمد شفافية القرنية على القطر المنتظم والتباعد المنتظم وترتيب ألياف الكولاجين داخل السدى (سدى القرنية). تتجلى التغييرات في تباعد ألياف الكولاجين في مجموعة متنوعة من الحالات بما في ذلك وذمة القرنية والندبات وضمور القرنية البقعي سريريًا على أنه عتامة القرنية. يستخدم مصطلح عمى القرنية بشكل شائع لوصف العمى الناتج عن عتامة القرنية.

## الأنواع
اعتمادًا على الكثافة، تصنف عتامة القرنية على أنها سديم، لطاخي، وأبيض.

### عتامة القرنية السهمية
عتامة القرنية السهمية هي عتامة خافتة تنتج بسبب الندوب السطحية التي تشمل طبقة بومان والسدى السطحي. تسمح عتامة القرنية السديمية برؤية تفاصيل القزحية من خلال العتامة. يتداخل السديم الرقيق المنتشر الذي يغطي منطقة الحدقة مع الرؤية أكثر من سرطان الدم الكثيف الموضعي بدقة، طالما أن الأخير لا يسد منطقة الحدقة بأكملها. وذلك لأن العتامة توقف كل الضوء الذي يسقط عليها، في حين أن السديم يكسرها بشكل غير منتظم، ما يسمح للعديد من الأشعة بالسقوط على الشبكية حيث تعمل على تشويش الصورة التي تشكلها الأشعة المنكسرة بانتظام.

### عتامة القرنية البقعية
عتامة القرنية البقعية هي عتامة شبه كثيفة تنتج عندما يشمل التندب نحو نصف سدى القرنية.

### عتامة القرنية البيضاء
عتامة القرنية البيضاء هي عتامة بيضاء كثيفة تنتج بسبب تندب أكثر من نصف السدى. يوجد عدد من الأنواع والتصانيف المختلفة لعتامة القرنية البيضاء:
- العتامة اللاصقة: تظهر عندما يحدث الشفاء بعد انثقاب القرنية مع التصاق القزحية. القزحية تلتصق بمؤخرة القرنية البيضاء. أحد المضاعفات الرئيسية لسرطان الثدي الملتصق هو الزرق الثانوي[4]
- الندبة القرنية الهوائية: إذا حبست أنسجة القزحية ودمجت في النسيج الندبي، مثلما يحدث في التئام قرحة القرنية الكبيرة المنسلخة، فإنها تسمى ندبة كورنيوريديك.
- وجه القرنية: سطح القرنية منضغط في موقع الشفاء (بسبب قلة الأنسجة الليفية)؛ تسمى هذه الندبة بالوجه.
- توسع القرنية: في هذه الحالة، يزداد تقوس القرنية في موقع العتامة (الانتفاخ بسبب الندبة الضعيفة).

## التقديم
تشمل العلامات والأعراض ما يلي:
- فقدان البصر أو العمى (عندما تغطي العتامة الكثيفة منطقة الحدقة)[5]
- عدم وضوح الرؤية (بسبب التأثير اللابؤري وتشتت الضوء)[6]
- الوهج[7]

### المضاعفات
تسبب عتامة القرنية الخلقية التي تؤثر على الرؤية الحول. يُعرف هذا النوع من الغمش بحول ضياع الشكل (أو الحول خارج قصر النظر).

### التغييرات الثانوية في عتامة القرنية
يمكن ملاحظة التغييرات الثانوية في الحالات طويلة الأمد بما في ذلك: التنكس الزجاجي، والتنكس الكلسي، والتصبغ والتقرح العصيدي.

## الأسباب
قد تحدث العتامات الخلقية على شكل تشوهات في النمو أو بعد صدمة الولادة. تشمل أسباب عتامة القرنية الخلقية تصلب القرنية، والصدمات، والقرحة، وداء عديد السكاريد المخاطي، وشذوذ بيتر، والحثل البطاني الخلقي الوراثي.
- رضوض العين
- تقرح القرنية[8]
- جفاف الملتحمة الناجم عن نقص فيتامين أ
- التراخوما[9]
- داء كلابية الذنب[10]
- شبيه الفقاع في الغشاء المخاطي: شكل بصري من شبيه الفقاع في الغشاء المخاطي قد يسبب عتامة القرنية وفقدان الرؤية.[11]

## علم الوراثة
قد تكون عتامات القرنية لدى الأطفال خلقية أو مكتسبة.

### عتامات القرنية الخلقية
تشمل الأسباب الخلقية لهذه الحالة ما يلي:
- الحثل البطاني الخلقي الوراثي (CHED): هناك نوعان من الحثل البطاني الخلقي الوراثي (CHED). الأكثر شيوعًا هو الشكل المتنحي الجسدي، والذي يكون موجودًا عند الولادة، ولكنه غير تقدمي. ترى الرأرأة بالاقتران مع هذا الشكل. نوع آخر هو شكل جسمي سائد يحدث خلال السنوات القليلة الأولى من الحياة. هذا الشكل تقدمي، لكن الرأرأة لا تظهر. يُلاحظ الصمم وCHED في متلازمة هاربويان. تتشابه النتائج النسيجية إلى حد كبير مع تلك التي تظهر في اعتلال القرنية الفقاعي الكاذب / اللاكلفي. يشبه مظهر القرنية مظهر العتامة الخلقية ولكن بدون زيادة قطر القرنية وارتفاع ضغط العين.[12]
- ضمور القرنية الخلفي متعدد الأشكال (PPMD، PPCD): يُعرف أيضًا باسم ضمور شليشتينغ، وهو اضطراب وراثي سائد يصيب بطانة القرنية وغشاء ديسيميت. عادة ما تكون موجودة في العقد الثاني أو الثالث من العمر. له نفس الكيان مثل النموذج الأول لـ CHED. معظم حالات اضطراب اكتئاب ما بعد الولادة لا تظهر عليها أعراض، وهذه الحالات لا تتطلب علاجًا بشكل عام. مرضى PPMD الذين يعانون من عتامة القرنية الثنائية التي يمكن أن تؤثر على الرؤية أو رأب القرنية البطاني الغشائي أو رأب القرنية المخترق هي العلاجات المختارة لتحسين الرؤية وتجنب الغمش.[13]
- الحثل اللحمي الوراثي الخلقي (CHSD): يُعرف أيضًا باسم ضمور القرنية اللحمي الخلقي أو الحثل اللحمي الخلقي للقرنية. يعد مرضًا وراثيًا سائدًا نادرًا تسببه طفرات في جين DCN. في الحثل اللحمي هذا، تظهر عتامة بيضاء في جميع أنحاء القرنية. الصفائح اللحمية غير طبيعية ويمكن فصلها بواسطة رواسب غير متبلورة. قد يحدث فقدان البصر بشكل معتدل إلى شديد بسبب عتامة القرنية. في حالة فقدان البصر الشديد، يكون العلاج المفضل هو جراحة رأب القرنية.[14]
- شذوذ بيترز:، المعروف أيضًا باسم التصاقات القزحية القرنية أو التصاقات القرنية القرنية، هو عيب قرني خلفي مع عتامة سداسية مغطاة، وغالبًا ما تكون مصحوبة بخيوط قزحية ملتصقة (نوع بيترز الشذوذ 1). يمكن أن يتراوح حجم العتامة وكثافتها من ورم بيضاء مركزية خفيفة إلى كثيفة.[15]
- الورم العنقودي الأمامي الخلقي: الورم العنقودي الأمامي الخلقي هو شكل نادر من خلل تكوين الجزء الأمامي الذي يتشابه مع شذوذ بيترز. يتميز ببروز خارج الرحم لقرنية مركزية معتمة مبطنة بنسيج عنبي. يمتد النتوء إلى ما وراء مستوى حواف الجفن ويمكن أن يكون أحادي الجانب أو ثنائيًا.[16]
- ضمور القرنية الشبكي: حثل القرنية الشبكي هو جسمية سائدة تتميز بترسب الأميلويد في سدى القرنية. بسبب الترسبات، قد تحدث عتامة القرنية الشبيهة بالشبكة في السدى. توجد ثلاثة أنواع من الضمور، النوع 1 والنوع 2 والنوع 3. يُعرف النوع الأول أيضًا باسم حثل القرنية أو حثل بيبر هاب ديمر أو الحثل الشبكي من النوع TGFBI، أو الحثل الشبكي الكلاسيكي.[17]
- ضمور القرنية الحبيبي: يوجد نوعان، النوع 1 والنوع 2. كلاهما له جينات صبغية سائدة. في النوع 1، تُرى عتامات متقطعة تشبه الفتات في السدى الأمامي المركزي. قد تحدث الأعراض المرئية مثل الوهج والخوف من الضوء في وقت مبكر من الحياة. في النوع 2، تبدأ الترسبات في الظهور في مرحلة الطفولة المبكرة أو المراهقة كنقاط صغيرة بيضاء اللون في السدى الأمامي. قد تحدث عتامة أكبر في النجوم أو الحلقة أو ندفة الثلج في مراحل لاحقة. يبدأ النقص في الرؤية في وقت مبكر من النوع 2 عن النوع 1.[18]
- تصلب القرنية: تصلب القرنية هو اضطراب خلقي تكون فيه القرنية معتمة وتشبه الصلبة، ما يجعل الحوف غير واضح. القرنية المركزية أكثر وضوحا من المحيط.[19]
- داء السيستين: داء السيستين هو مرض استقلابي وراثي متنحي نادر يتميز بمستويات مرتفعة من السيستين داخل الخلية. يتسبب الترسيب المبكر لبلورات السيستين في القرنية في عتامة القرنية الشبيهة بالبهرج.[20]
- السماك: السماك المرتبط بالكروموسوم X هو اضطراب جلدي وراثي ناتج عن النقص الوراثي في إنزيم سلفاتاز الستيرويد. تشمل المظاهر العينية لـ XLI عتامات القرنية السطحية أو العميقة.
- فسيفساء التثلث الصبغي 8 (T8M): هو اضطراب كروموسوم نادر ينتج عن وجود كروموسوم 8 إضافي في بعض خلايا الجسم. قد تحدث عتامة القرنية الكثيفة في فسيفساء التثلث الصبغي 8.
- مرض فاربر: يمكن ملاحظة عتامة القرنية العُقِيدية مع هذا المرض الصبغي الجسدي المتنحي النادر.